# Altenhofen (Asbach)
Altenhofen ist ein Ortsteil der Ortsgemeinde Asbach im Landkreis Neuwied im nördlichen Rheinland-Pfalz. Der Ort ist überwiegend landwirtschaftlich geprägt.

## Geographie
Das Dorf liegt im Niederwesterwald östlich des Hauptortes Asbach auf einer Anhöhe über dem Mehrbachtal. Östlich von Altenhofen liegt die Ortsgemeinde Kescheid im Landkreis Altenkirchen. Altenhofen ist über die Kreisstraße 64 mit den Asbacher Ortsteilen Niedermühlen und Schöneberg im Süden und den Ortsteilen Krumscheid, Sessenhausen und Limbach im Norden verbunden.

## Geschichte
Der Ort gehörte bis 1803 landesherrlich zum Kurfürstentum Köln. Der Ort war Teil der „Honnschaft Schöneberg“, die zum Kirchspiel Asbach gehörte und der Verwaltung des kurkölnischen Amtes Altenwied unterstand. Nach einer 1660 vom Kölner Kurfürsten und Erzbischof Maximilian Heinrich angeordneten Bestandsaufnahme hatte Altenhofen fünf Höfe. 1787 wurde 12 Häuser mit 34 Einwohnern gezählt.
Nachdem das Rheinland 1815 zu Preußen gekommen war, gehörte Altenhofen zur Gemeinde Schöneberg im damals neu gebildeten Kreis Neuwied und wurde zunächst von der Bürgermeisterei Neustadt und ab 1823 von der Bürgermeisterei Asbach verwaltet. Nach einer Volkszählung aus dem Jahr 1885 hatte Altenhofen 95 Einwohner, die in 18 Häusern lebten. 1931 erhielt Altenhofen eine eigene Poststelle der Klasse II im Bezirk des Postamts Asbach, die ab 1966 von der Landpoststelle des Postamts Linz versorgt wurde.
Bis zum 16. März 1974 gehörte Altenhofen zu der bis dahin eigenständigen Gemeinde Schöneberg, die mit gleichem Datum aufgelöst und deren Ortschaften der mit gleichem Datum neu gebildeten Ortsgemeinde Asbach zugeordnet wurden. 1987 zählte Altenhofen 147 Einwohner.

## Sehenswürdigkeiten

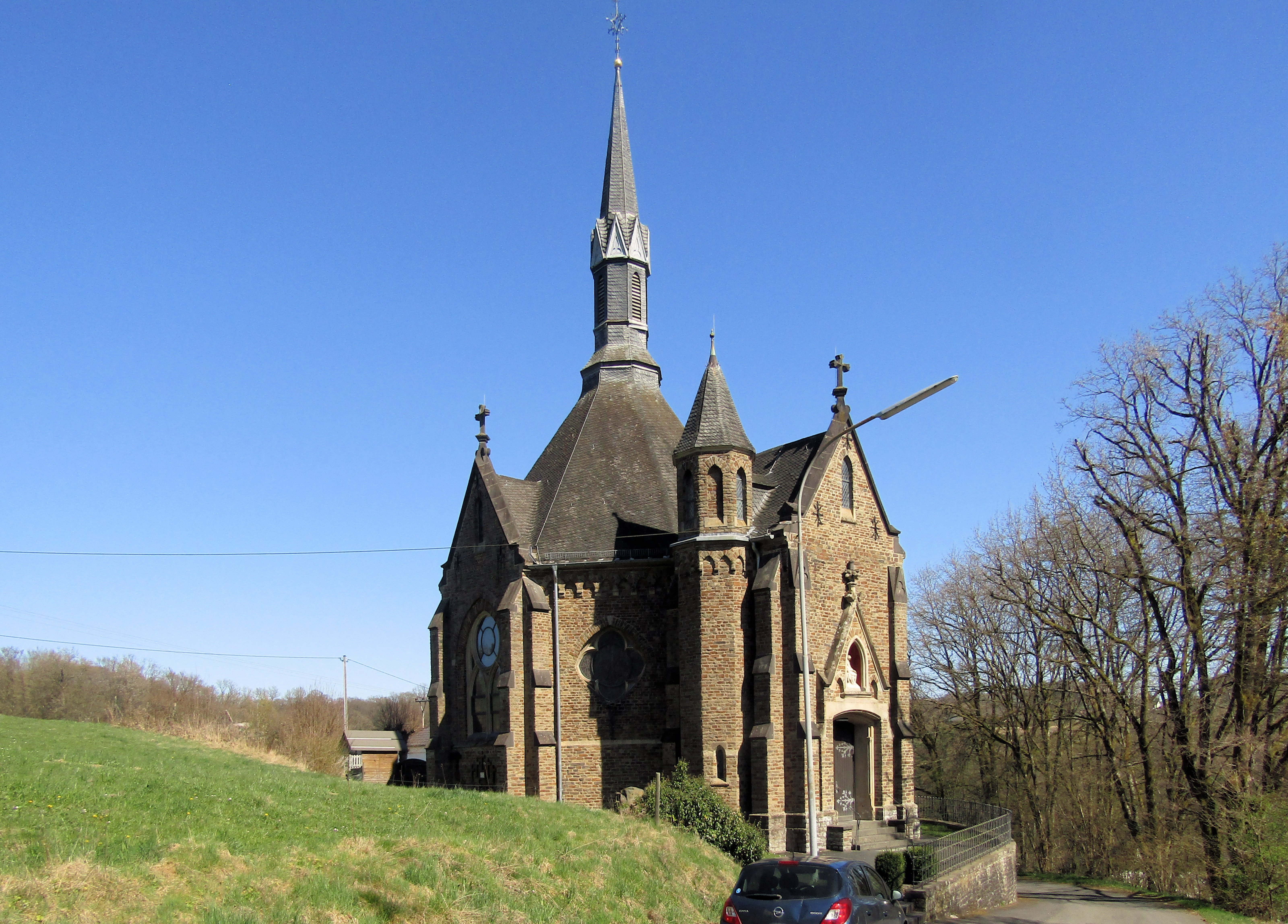
Wallfahrtskapelle

- Wallfahrtskapelle